# Polillo (Quezon)
Polillo ist eine philippinische Stadtgemeinde in der Provinz Quezon, in der Verwaltungsregion IV, Calabarzon. Sie hat 30.582 Einwohner (Zensus 1. August 2015), die in 20 Barangays lebten. Sie wird als Gemeinde der ersten Einkommensklasse auf den Philippinen eingestuft. 
Polillo liegt auf der gleichnamigen Insel Polillo, im Polillo-Archipel im Norden der Bucht von Lamon. Ihre Nachbargemeinden sind Panukulan und Burdeos im Norden. Die Gemeinde verwaltet auch die größtenteils in Privatbesitz befindliche Insel Balesin.

## Baranggays
| - Anawan - Atulayan - Balesin - Bañadero - Binibitinan - Bislian - Bucao - Canicanian - Kalubakis - Languyin | - Libjo - Pamatdan - Pilion - Pinaglubayan - Poblacion - Sabang - Salipsip - Sibulan - Taluong - Tamulaya-Anibong |  |